# Besko (plaats)
Besko is een dorp in het Poolse woiwodschap Subkarpaten, in het district Sanocki. De plaats maakt deel uit van de gemeente Besko en telt 3700 inwoners.

## Verkeer en vervoer
- Station Besko